# Pierre Colboc
Pour les articles homonymes, voir Colboc.
Pierre Colboc, né le 24 août 1940 et mort le 3 novembre 2017 à Paris 12e, est un architecte français.

## Biographie
Il est le fils d'Henri Colboc (1917 - 1983), lui-même architecte et deuxième second prix de Rome en 1944 sur le sujet : « Le palais international du travail », et auteur du Marché d’Intérêt National de Rungis.
Pierre Colboc étudie l'architecture à Paris avec Louis Arretche. En 1966, il remporte le 1er second prix de Rome sur le sujet « Une île artificielle, centre des arts et des loisirs marins ». Il est diplômé en 1967. Il fonde en 1972 ACT Architecture, avec Renaud Bardon et Jean-Paul Philippon. Il est architecte de l'Atelier parisien d'urbanisme et architecte conseil au Ministère de l'Équipement à partir de 1976. Il est membre de l'Académie d'architecture depuis 1995.

## Philosophie de projet
Pierre Colboc, qui séjourne aux États-Unis une fois son diplôme d'architecte obtenu en France, se forme et pratique là-bas à l'Advocacy Planning, avant de mettre en œuvre cette pratique de dialogue en France. Pierre Colboc fait ainsi figure de pionnier dans la pratique de l'Advocacy Planning en France. Cette pratique entend œuvrer à faire entendre la voix des populations les plus défavorisées, dans l'élaboration de projets d'urbanisme, par le biais de séances de travail en concertation. 
Par ailleurs, Pierre Colboc s'est attaché, à travers ses différentes réalisations, à conserver et reconvertir des bâtiments existants, notamment entre 1975 et 2005. Pour l'architecte, un dialogue doit s'établir entre l'existant et les nouvelles constructions, entre l'histoire qui a laissé son empreinte et de nouveaux usages et dynamiques urbaines. Plutôt que d'utiliser le terme reconversion, PIerre Colboc préfère parler de "recréation" pour bien pointer qu'il s'agit d'invention.

## Œuvres marquantes
À Roubaix, entre 1971 et 1979, pour la réhabilitation du quartier des courées, Pierre Colboc intègre la réflexion des habitants par le biais d'ateliers, mettant ainsi en action la philosophie de l'Advocacy Planning.Puis il s'engage à partir de 1972 dans une reconversion emblématique de bâtiments industriels au sein de l’îlot du Crouy avec le PACT (réseau associatif pour l'amélioration de l'habitat en France). 
De la reconversion d’usines désaffectées aux quartiers de ville, il réalise, entre autres le Musée d’Orsay à Paris (en association avec Renaud Bardon et Jean-Paul Philippon), la filature de Roubaix, la Halle aux Grues du Creusot, le Hangar Lumière à Lyon, la médiathèque d’Amboise, le musée de l'Hospice Saint-Roch à Issoudun, la création de la Médiathèque Louise Labbé à Saint-Chamond et le jardin de Reuilly à Paris.
En 1992, Pierre Colboc réalise la mise en valeur du Hangar du Premier film des Frères Lumière, un bâtiment du XIXe siècle à Lyon, humble hangar devenu célèbre dans le monde entier pour avoir été le lieu de tournage de "La Sortie de l'usine Lumière à Lyon" en 1895.
En 1998 Pierre Colboc réhabilite la bibliothèque universitaire du Creusot (BU Le Creusot)  dans l'ancienne halle aux grues et locomotives, construite au milieu du XIXe siècle. Il choisit de conserver les ponts roulants dans la salle de lecture, comme témoignage de l'activité industrielle et ouvrière.
En 2010, Pierre Colboc a remporté une consultation pour la nouvelle Médiathèque Aimé Césaire d'Amboise et s'est vu confier la réhabilitation de bâtiments existants avec la création d’un accueil, l’ajout d’une extension de 100 m2 et la création d’un auditorium de 100 places, en bardage bois.

### Reconversion de la gare d'Orsay en Musée d'Orsay
Pierre Colboc, associé avec Renaud Bardon et Jean-Paul Philippon au sein d’ACT Architecture, remporte en 1979 le concours pour la reconversion de la gare d’Orsay en musée. L'équipe est sélectionnée sur la base de son expertise en matière de transformation de bâtiments existants à forte symbolique, et adopte une position qui ne relève ni du pastiche ni de la table rase, mais plutôt "une relecture du bâti en fonction de son nouveau programme" , avec à la clé, une évolution de l'esthétique du bâtiment. Ainsi, le projet que présente l'équipe ACT Architecture est le seul à proposer de conserver le bâtiment existant. Le parti architectural tire parti de la verrière de 25 000 m2 pour inonder de lumière la "nef" centrale. L'aménagement de l'architecture intérieure est confiée à Gae Aulenti.

## Réalisations
Les réalisations de Pierre Colboc comportent une partie en association avec ACT Architecture, et une autre partie au sein de l'Atelier qui porte son nom.

### Avec ACT Architecture
- 1986 Musée d'Orsay, Paris 7e arrondissement  avec ACT Architecture
- 1987 Logements, Paris 17e arrondissement

### Atelier Pierre Colboc
- 1988 Square de la Salamandre, Paris 20e arrondissement
- 1991 Jardin et passerelle de Reuilly-Paul-Pernin, Paris 12e arrondissement
- 1992 Hangar du premier film des Frères Lumière, Lyon
- 1993 Extension de l'Hôtel de Ville, Le Havre
- 1999 Médiathèque Louise Labbé, Saint-Chamond
- 1998 Bibliothèque universitaire, Le Creusot, réhabilitation de la Halle aux grues
- 2002 Restructuration du Muséum d'Histoire naturelle, La Rochelle
- 1995-2007 Extension du Musée de l'Hospice Saint-Roch, Issoudun

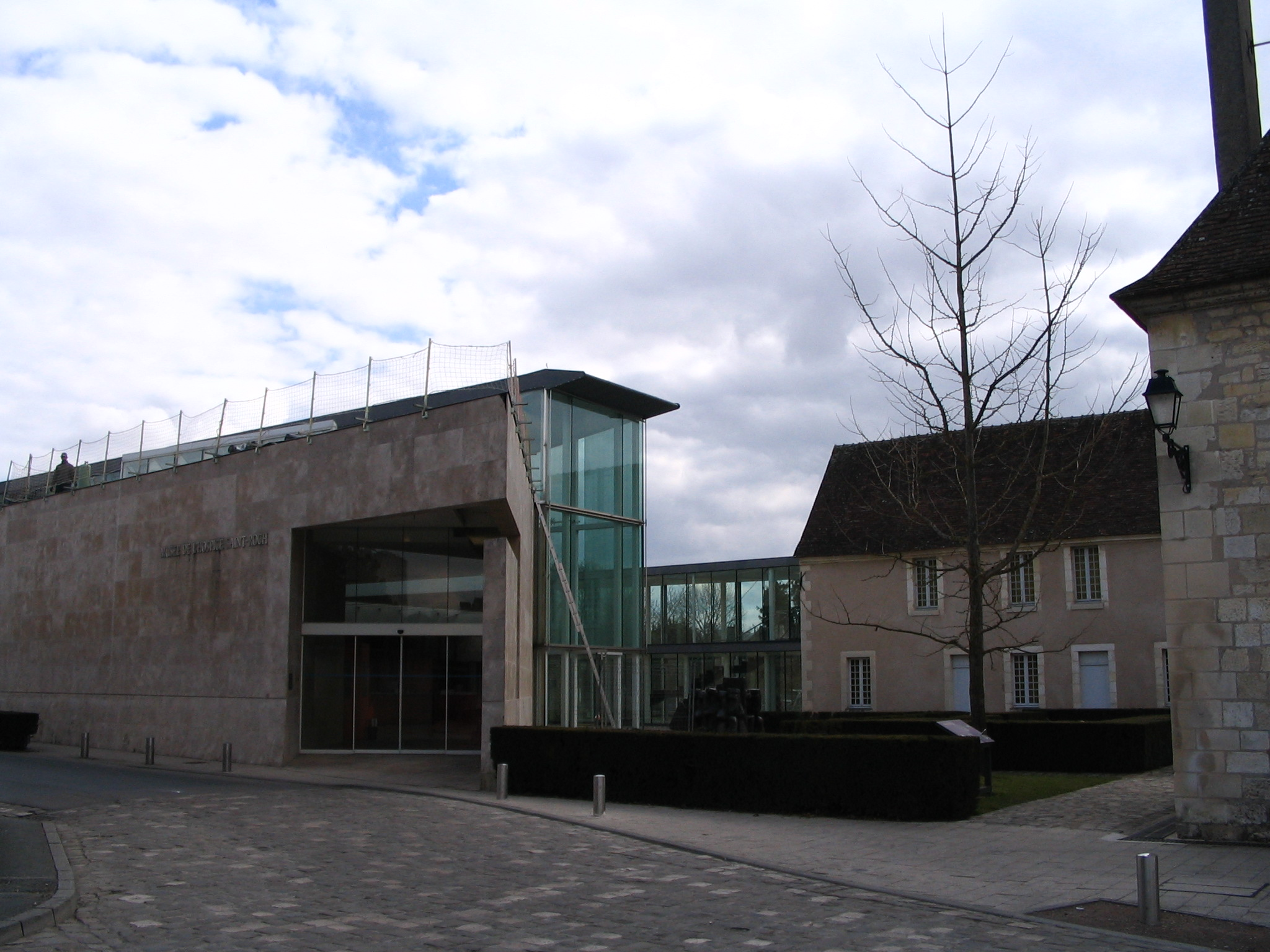
Le musée de l'Hospice Saint-Roch, à Issoudun, France, architecte Pierre Colboc

- 2009 Passerelle du Chaperon Vert sur l'Autoroute A6, entre Arcueil et Gentilly, avec le Groupe Alto
- 2010 Médiathèque Aimé Césaire à Amboise